# علیرضا انجوی
سید علیرضا انجوی (زادهٔ ۱۱ بهمن ۱۳۷۱ – درگذشتهٔ ۲۵ آبان ۱۳۹۸ در شهر صدرا، استان فارس) یکی از کشته‌شدگان اعتراضات آبان ۱۳۹۸ ایران بود.

## زندگی
سید علیرضا انجوی ۱۱ بهمن سال ۱۳۷۱ متولد شد. پدر و مادر وی ۲ فرزند دیگر داشتند که معلول جسمی بودند و هردو درگذشتند. علیرضا تنها فرزند خانواده و فارغ‌التحصیل رشتهٔ معماری در مقطع کارشناسی بود. او مدتی پیش از جان‌باختن، مغازه‌ای اجاره کرده و مشغول به کار شده بود و برای نوشتن پروژه‌های پایان‌نامه معماری به دانشجویان مشاوره می‌داد.
پدر وی سید محمدرضا انجوی، جانباز جنگ ایران و عراق بود و پاهایش را از زانو به پایین از دست داده بود. او در سال ۱۳۸۱ بر اثر جراحات باقی مانده از جنگ درگذشت. پدر و مادر علیرضا ۲ فرزند دیگر داشتند که معلول جسمی بودند و هردو درگذشتند.

## کشته شدن
علیرضا انجوی روز ۲۵ آبان ۱۳۹۸ هنگامی که قصد داشت از مغازه‌اش واقع در خیابان دانش شهر صدرا به خانه بازگردد، در میان اعتراضات مردمی نسبت به گرانی بنزین، با اصابت گلوله به پیشانی‌اش جان باخت.

نوشین محمودی، مادر علیرضا انجوی، در گفتگو با وب‌سایت رادیو زمانه، نحوهٔ کشته شدن پسرش را این‌گونه توضیح می‌دهد:
«پسرم شنبه رفت سر کار، تا ساعت ۳ باهاش در تماس بودم. زنگ زد گفت راه‌ها بسته شده و همه جا اعتراض هست و می‌خواهد به خانه برگردد، ولی میان شلوغی اعتراضات گیر افتاده. بعدش دیگر هیچ خبری از پسرم نداشتم، فکر می‌کردم گم شده. تا یک هفته هیچ خبری از او نداشتم، از آگاهی به ما می‌گفتند حالش خوب است. بعد از یک هفته با شماره‌اش با من تماس گرفتند، خوشحال شدم فکر کردم خودش است و رفتم که بیارمش، اما جنازه‌اش را نشانم دادند. خودم دیدم، با چشمان خودم دیدم تیر وسط پیشانی‌اش خورده بود…»

به مادر علی‌رضا و بستگانش گفته شد: باید مراسم را بدون سروصدا برگزار کنند، علت مرگ را در آگهی ترحیم، مرگ بر اثر حادثه در مسیر برگشتن از کار به منزل ذکر نمایند.
پیکر علیرضا انجوی پس از یک هفته به خانواده‌اش تحویل داده شد و در تاریخ ۴ آذر ۱۳۹۸، در آرامستان دینکان واقع در شمال شیراز به خاک سپرده شد.